# Bakonybánk
Bakonybánk é um município da Hungria, situado no condado de Komárom-Esztergom. Tem 15,06 km² de área e sua população em 2019 foi estimada em 439 habitantes.